# Jacopo Belgrado
Jacopo (Iacopo) Belgrado (Udine, 16. studenog 1704. – Udine, 26. ožujka 1789.), talijanski isusovac i prirodoslovac, dopisni član Francuske akademije znanosti i nekoliko talijanskih akademija. Potjecao je iz plemićke obitelji, a nakon školovanja u Padovi stupio je u isusovački novicijat, studirao matematiku i filozofiju u Bologni te matematiku kod profesora Pierra Varignona u Parizu. Studirao je i teologiju u Parmi, na čijem je sveučilištu kasnije predavao matematiku i fiziku te 1757. podigao i zvjezdarnicu. Predavao je i književnost u Veneciji, gdje je studirao filozofiju te objavljivao sonete i epigrame.
Autor je niza disertacija, među kojima i:
- I Fenomeni Elettrici (1749.),
- Della riflessione de' corpi dall' acqua e della diminuzione della mole de' sassi ne torrebti e ne' fiumi (1755.),
- De analyseos vulgaris usu in re physica (1761. – 1762.),
- Delle sensazioni del freddo e del calore (1764.),
- Theoria Cochleae Archimedis (1767.),
- Dell' esistenza di Dio da' teoremi geometrici (1777.).